# さだ (放送作家)
さだ（本名：吉田定夫）は、バラエティ番組を中心に活動する日本の放送作家。滋賀県彦根市出身、東京都歌舞伎町在住。大阪NSC12期生。

## 人物
- 同期に小籔千豊、COWCOW、2丁拳銃、土肥ポン太、鈴木つかさなどがいる。
- 趣味は自転車と食べること。
- 家にはネズミが住み着いており、寝ている間にネズミに目玉を齧られない様に両手で目を覆って寝ている。
- 前歯が安い仮歯でその仮歯が気持ち悪くて、外に出すために変な顔になる。
- 宮川大輔の指示により、野良犬を家で飼っていた時期がある。野良犬のノミ対策としてノミ防止の首輪を犬にではなく自身の首に着けていた。
- 放送作家になる前は、うめだ花月シアターを中心にヘコキブンブンという芸名で芸人活動をしていた。

## 担当番組
現在
全て松本人志の番組
- IPPONグランプリ（フジテレビ）
- まっちゃんねる（フジテレビ）

過去
- ウラ日テレ（日本テレビ）
- ロンブー龍（日本テレビ）
- ロンQ!ハイランド（日本テレビ）
- 弟子っちょピカ丸（日本テレビ）
- シャル・ウィ・ダンス?（日本テレビ）
- 歌スタ!!（日本テレビ）
- ツボ屋与兵衛（日本テレビ）
- 二匹目のどじょう（日本テレビ）
- リンカーン（TBSテレビ）
- おもろゲ動画SHOW 投稿!1000000000ビュー（TBSテレビ）
- 爆笑 大日本アカン警察（フジテレビ）
- してみるテレビ!教訓のススメ（フジテレビ）
- 武器はテレビ。 SMAP×FNS 27時間テレビ（フジテレビ）
- 松本家の休日（朝日放送） - 本人も松本家の長女「さだ子」として出演
- ダウンタウンなう（フジテレビ）
- 芸人ドキュメンタリー 下がり上がり（フジテレビ）
- 福岡人志、 松本×黒瀬アドリブドライブ（福岡放送）
- まつもtoなかい〜マッチングな夜〜（フジテレビ）
- FNSラフ&ミュージック2022〜歌と笑いの祭典〜（フジテレビ）
- ワイドナショー（フジテレビ）
- 人志松本の酒のツマミになる話（フジテレビ）

など